# تپه کردآباد
تپه کردآباد مربوط به سده‌های میانه دوران‌های تاریخی پس از اسلام است و در شهرستان همدان، بخش شراء، دهستان جیحون دشت، روستای بویاقچی واقع شده و این اثر در تاریخ ۱۸ اسفند ۱۳۸۷ با شمارهٔ ثبت ۲۵۱۳۷ به‌عنوان یکی از آثار ملی ایران به ثبت رسیده است.